# 金德義
金德義（1579年—1623年），字行之，號六平，浙江金華府义乌县人。

## 生平
万历三十一年（1603年）癸卯科浙江乡试举人，四十七年（1619年）联捷己未科進士，吏部觀政，授官婺源县知县，天啓二年考察去職。三年春患手疡而卒，年四十五。順治中以子金漢鼎貴，贈刑科左給事中。

## 家族
曾祖金贡，曾祖母李氏，年二十六，贡亡，勺水不入口者七日，孀居四十八载，时山寇至，輙相戒毋惊金寡妇。曾孙德义举进士，疏闻建坊旌其闾。祖父金李。父金文泰。
德義子金漢鼎，號紫汾，顺治六年进士，官泾阳知县、兵科掌印给事中。
女金氏，许钦京妻，顺治初，羣盗肆掠，金氏奉姑偕女媳邻妇百馀辈避难泊塘山庄，猝遇寇，以刀胁诸妇，姑当其前，金氏惧姑见害，急叱曰：宁杀我。因跃起夺其刀自刭，十指断裂，血溅数尺，馀寇骇走，姑与被难妇俱得全。已少苏，犹模糊问姑所在，久之，卒以创死。

## 外部連結
- YouTube上的明朝官场现形记--婺源龙脉保卫战

| 前任： 馮開時 | 婺源縣知縣 | 繼任： ' |